# スターリングラード駅 (パリ)
スターリングラード駅 (スターリングラードえき、仏：Stalingrad) は、フランス・パリの10区と19区の境にあるメトロ (地下鉄) の駅。2号線、5号線及び7号線を利用することができる。

## 概要
スターリングラード駅は、パリの地下鉄メトロの駅。2号線、5号線及び7号線が利用可能である。パリ北東部の10区と19区の境界に位置しており、サン・マルタン運河とラ・ヴィレット貯水池の結合地点に近い。
1903年1月31日、2号線のオーベルヴィリエ駅 （Aubervilliers）として開業したが、のちに、付近にあった7号線のブルヴァール・ド・ラ・ヴィレット駅 （Boulevard de la Villette）と接続され、オーベルヴィリエ＝ブルヴァール・ド・ラ・ヴィレット駅 （Aubervilliers - Boulevard de la Villette）となった。1946年2月10日、第二次世界大戦中のスターリングラード攻防戦における赤軍の勝利を記念して改名され、スターリングラード駅となった。なお、その名の由来となったスターリングラードの街自体は改名され、現在はヴォルゴグラードとなっている。

## 歴史
- 1903年1月31日、メトロ2号線のオーベルヴィリエ駅として開業。
- 1910年10月5日、メトロ7号線のブルヴァール・ド・ラ・ヴィレット駅が開業。
- 1942年10月6日、オーベルヴィリエ駅とブルヴァール・ド・ラ・ヴィレット駅が接続され、オーベルヴィリエ＝ブルヴァール・ド・ラ・ヴィレット駅となる。
- 1942年10月12日、メトロ5号線の駅が開業。
- 1946年2月10日、スターリングラード攻防戦におけるソ連軍の勝利を記念して、スターリングラード駅と改名。

## 駅周辺
- サン・マルタン運河
- バタイユ＝ド＝スターリングラード広場（フランス語版）
- ラ・ヴィレット貯水池（フランス語版）
- ロトンド・ド・ラ・ヴィレット（フランス語版） - 18世紀末に建設された円形の建物。
- オーベルヴィリエ通り（フランス語版）

## 隣の駅
パリメトロ
■2号線
ラ・シャペル駅 （La Chapelle） - スターリングラード駅 - ジョレス駅
■5号線
ジョレス駅 - スターリングラード駅 - パリ北駅
■7号線
リケ駅 （Riquet） - スターリングラード駅 - ルイ・ブラン駅